# 穆賈 (義大利)
穆贾（義大利語：Muggia），是意大利的里雅斯特省的一个市镇。总面积13.66平方公里，人口13410人，人口密度981.7人/平方公里（2009年）。ISTAT代码为032003。